# Лусин
Лусин (арм. Լուսինо файле «Луна») — в армянской мифологии персонификация Луны.

## Описание
Согласно мифу, однажды юноша Лусин попросил у державшей в руках тесто матери булочку. Рассерженная мать дала ему пощёчину, от которой тот взлетел на небо. До сих пор на его лице видны следы теста (лунные кратеры).
По народным поверьям, фазы Луны связаны с циклами жизни царя Лусин: новолуние связано с его юностью, полнолуние — со зрелостью, когда же луна убывает и появляется полумесяц, наступает старость Лусина, который затем уходит в рай (то есть умирает). Из рая Лусин возвращается возрождённым. Во многих мифах Лусин и Арев (персонификация Солнца) выступают как брат и сестра.

## Культ
Культ Лусина получил в древности широкое распространение среди армянского народа. Новолунию приписывали магическое действие, как плодотворное (способность исцелить от ряда болезней и недугов), так и вредное (дурное влияние на новорождённых). К нему приурочивали культовые церемонии и моления. В честь Солнца (Арев) и Луны (Лусин) было построено множество храмов, главный из которых находился в Армавире (одна из столиц и религиозных центров древнеармянского государства).